# Flat, Dalsland
För andra betydelser, se flat.
Flat är en sjö i Bengtsfors kommun, Melleruds kommun och Åmåls kommun i Dalsland och ingår i Göta älvs huvudavrinningsområde. 
Sjön är 19,2 meter djup, har en yta på 1,63 kvadratkilometer och är belägen 85,4 meter över havet. Sjön avvattnas av vattendraget Ånebäcken.

## Delavrinningsområde
Flat ingår i det delavrinningsområde (653440-130515) som SMHI kallar för Utloppet av Flat. Medelhöjden är 107 meter över havet och ytan är 10,58 kvadratkilometer. Det finns inga avrinningsområden uppströms utan avrinningsområdet är högsta punkten. 
Ånebäcken som avvattnar avrinningsområdet har biflödesordning 4, vilket innebär att vattnet flödar genom totalt 4 vattendrag innan det når havet efter 175 kilometer. Avrinningsområdet består mestadels av skog (80 procent), och har 1,71 kvadratkilometer vattenytor vilket ger det en sjöprocent på 16,2 procent.